# Séisme du 6 mai 1976 au Frioul
 (juillet 2025).
Si vous disposez d'ouvrages ou d'articles de référence ou si vous connaissez des sites web de qualité traitant du thème abordé ici, merci de compléter l'article en donnant les références utiles à sa vérifiabilité et en les liant à la section « Notes et références ».

L'Italie entre la plaque tectonique africaine et européenne.

Le séisme de 1976 au Frioul s'est produit le 6 mai 1976 à 21 h 0 min 13 s (20:00:13 UTC), avec une magnitude de moment de 6,5 et une intensité maximale de IX-X sur l'échelle EMS (très destructeur). L'épicentre se situait à Gemona del Friuli, dans la province d'Udine (Italie du Nord-Est).

## Le séisme

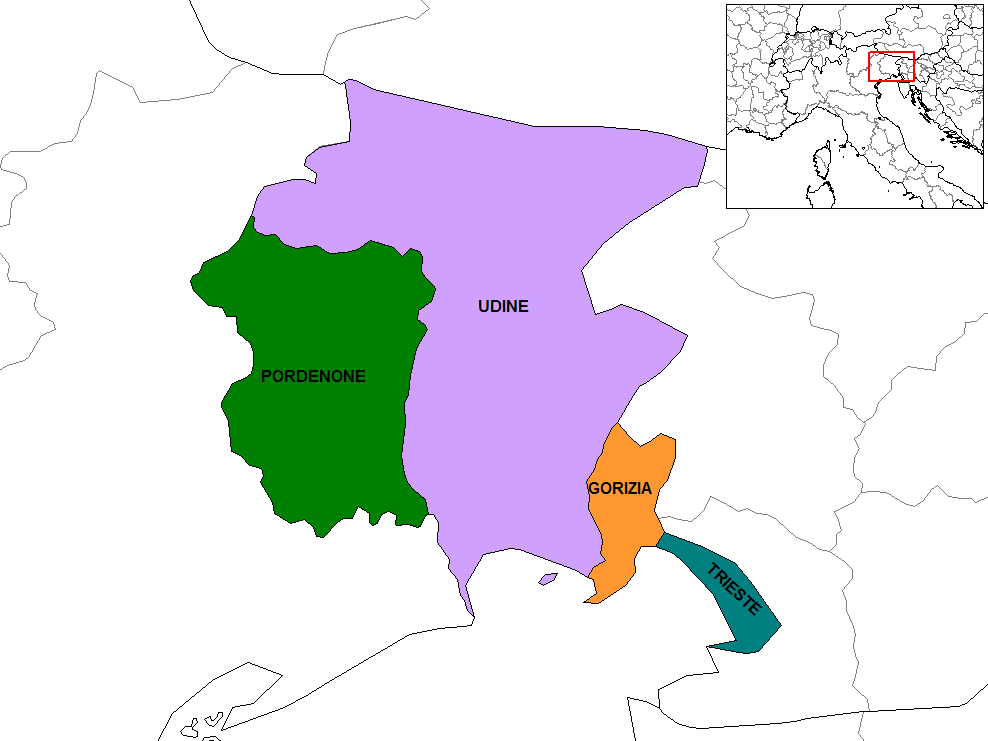
La province d'Udine s'étend du nord au sud de la région du Frioul. L'épicentre du séisme se situe au niveau de l'avancée formée par la Slovénie.

La zone la plus touchée se trouve au nord d'Udine, avec pour épicentre le monte San Simeone entre les communes de Trasaghis et de Bordano à proximité d'Osoppo et de Gemona del Friuli. Un garçon, Mario Garlatti, a enregistré fortuitement le bruit du séisme sur son magnétophone.
La secousse, ressentie dans tout le Nord de l'Italie, a touché principalement 77 communes italiennes mais également les zones limitrophes de la Slovénie (alors Yougoslavie) où elle a occasionné des dommages plus limités.
Le séisme a affecté une population totale de 80 000 habitants, provoquant, pour la seule Italie, la mort de 989 personnes et 45 000 sans-abri.
L'État italien a envoyé des secours aussi vite que possible.

## Les répliques

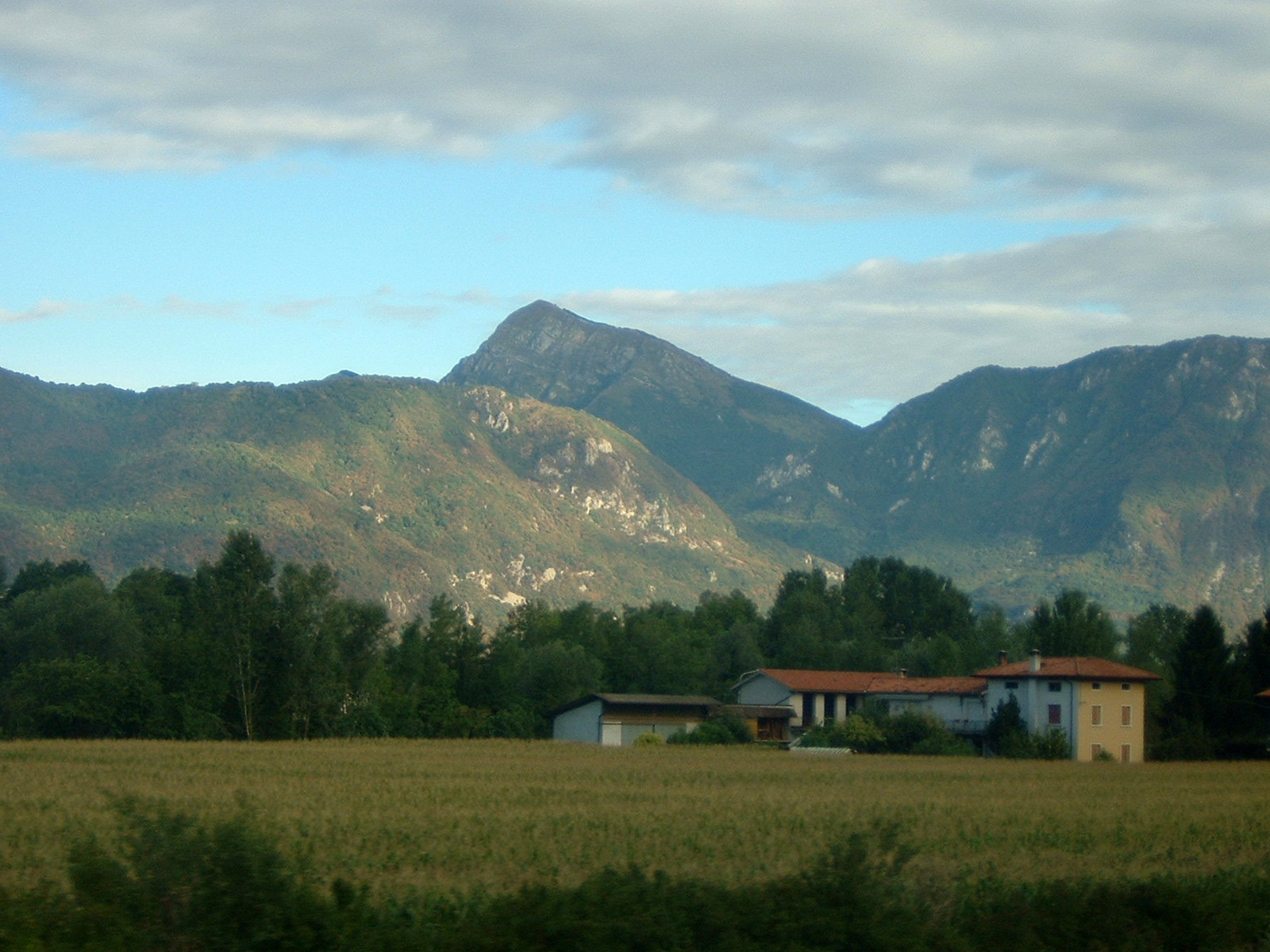
Les préalpes carniques à proximité de Gemona del Friuli, épicentre du séisme.

Le séisme a donné lieu à de nombreuses répliques, les plus importantes (de magnitude supérieure à 5,5) étant survenues quatre mois plus tard :
- le 11 septembre 1976 à 18 h 35 (Mw=5,6) ;
- le 15 septembre 1976 à 5 h 15 (Mw=5,9) et 11 h 21 (Mw=6,0).

## La reconstruction
Malgré la série de répliques qui se poursuivit sur plusieurs mois, la reconstruction fut rapide et complète. Grâce à la confiance accordée par le gouvernement italien aux administrations locales, les fonds étatiques destinés à la reconstruction furent gérés directement par le gouvernement régional du Frioul qui, grâce à une efficace gestion des ressources, put en dix ans reconstruire des villages entiers et inaugurer une Université du Frioul en 1978. Encore aujourd'hui le mode de prise en charge du drame post-séisme est cité comme un exemple d'efficience et de sérieux. Ce désastre donna une impulsion importante à la formation de la protection civile en Italie.

## Dans la littérature
L'Allemande Esther Kinsky a consacré en 2022 un récit à ce séisme, Rombo, qui donne la parole à des témoins.